# 89 Virginis
89 Virginis, som är stjärnans Flamsteed-beteckning, är en ensam stjärna i den södra delen av stjärnbilden Jungfrun,. Den har en skenbar magnitud på ca 4,96 och är svagt synlig för blotta ögat där ljusföroreningar ej förekommer. Baserat på parallaxmätning inom Hipparcosuppdraget på ca 13,9 mas, beräknas den befinna sig på ett avstånd på ca 234 ljusår (ca 72 parsek) från solen. Den rör sig närmare solen med en heliocentrisk radialhastighet på ca -39 km/s.

## Egenskaper
89 Virginis är en orange till gul jättestjärna av spektralklass K0 III, som har förbrukat förrådet av väte, expanderat bort från huvudserien och nu genererar energi genom termonukleär fusion av helium i dess kärna. Den har en massa som är ca 1,7 solmassor, en radie som är ca 12 solradier  och utsänder ca 69 gånger mera energi än solen från dess fotosfär vid en effektiv temperatur på ca 4 700 K.